# Hyponerita
Hyponerita es un género de polillas de la familia Erebidae descrito por George Hampson en 1901.

## Especies
- Hyponerita amelia Schaus, 1911
- Hyponerita brueckneri Gaede, 1928
- Hyponerita hamoia Joicey & Talbot, 1916
- Hyponerita incerta Schaus, 1905
- Hyponerita ishima Schaus, 1933
- Hyponerita lavinia (Druce, 1890)
- Hyponerita parallela Gaede, 1928
- Hyponerita pinon (Druce, 1911)
- Hyponerita rhodocraspis Hampson, 1909
- Hyponerita rosaceata Watson & Goodger, 1986
- Hyponerita similis Rothschild, 1909
- Hyponerita tipolis (Druce, 1896)